# 謝爾頓 (愛荷華州)
謝爾頓（英語：Sheldon）是一個位於美國愛荷華州奧布賴恩縣和蘇縣的城市。

## 地理
謝爾頓的座標為43°10′52″N 95°50′53″W / 43.18111°N 95.84806°W，而該地的平均海拔高度為435米（即1427英尺）。

## 人口
根據2010年美國人口普查的數據，謝爾頓的面積為11.65平方千米，當中陸地面積為11.65平方千米，而水域面積為0.00平方千米。當地共有人口5188人，而人口密度為每平方千米445人。